# William Conybeare
William Daniel Conybeare, född den 7 juni 1787, död den 12 augusti 1857 var en brittisk präst, geolog och paleontolog. Han var bror till John Josias Conybeare.
Conybeare var pionjär i arbetet med att beskriva Englands geologi och utgav 1822 Outlines of the Geology of England and Wales. Han gjorde den första mer vetenskapliga beskrivningen av Mary Annings fynd av ichtyosaurusfossil 1821. Han var ledamot av Royal Society. Han tilldelades Wollastonmedaljen 1844.